# Club Deportivo Betxí
El Club Deportivo Betxí es un club de fútbol español, de la localidad de Bechí (Castellón), que fue fundado en el año 1923. Actualmente (temporada 2024-25) juega en la Lliga Segona FFCV.

## Historia
En 1923, José Gómez García, importó de Francia el primer balón con el cual se jugó a fútbol en Bechí. En 1924 se jugó el primer partido contra un equipo de fuera de la localidad, en Moncófar. Los míticos futbolistas de finales de los años 20 y principios de los años 30 fueron Gimeno “Copa”, Ismael, Palanques, Bort, Jiménez, Badía, Márquez, Remolar, Perol, Carabasin, Zapata, Viana, Garrel, etc. 
El equipo municipal jugaba en "El Portal", y los niños en los campos de La Areneta y de Farruquet. 
Sin embargo el club no se estabiliza hasta principios de 1950, cuando tras varias refundaciones como las de 1926 y 1954, el CD Betxí, formando parte de Educación y Descanso, se proclamó en 1953 subcampeón del Campeonato de Aficionados de España, compitiendo en Barcelona, en el campo del Sanz, contra el Carburos Metálicos. 
A partir de esta fecha, la estabilización del club se plasmará de forma brillante con su ascenso y militancia en categorías nacionales del fútbol español durante cinco temporadas consecutivas, concretamente el CD Betxí militó en Tercera División durante la temporada 1987/88 hasta la temporada 1991/92, cuando al término de esta última, una reestructuración de la categoría obligó a descender al club otra vez a las Divisiones regionales.

## Uniforme
- Uniforme titular: Camiseta blanca, pantalón negro y calzas blancas.

## Estadio
El club juega sus partidos en el Pepe Peirats, con una capacidad aproximada para 1.500 personas, de césped artificial y con unas dimensiones de 90x45 metros.

## Datos del club
- Temporadas en 2ªB: 0
- Temporadas en 3.ª: 5
- Temporadas en Divisiones Regionales: 50
- Mejor puesto en la liga: 6.º (3.ª División: temporada 1989/90)

## Jugadores
Los futbolistas más destacados del C.D.Betxí durante el siglo XX fueron: 
- Vicente Fandós Doñate: jugó en 1.ª División con el C.D. Castellón y con el Club Atlético Osasuna.
- Juan Carrillo: jugó en 1.ª y 2.ª División con el C.D. Castellón.
- Roberto Fernández Bonillo: internacional absoluto con la Selección española, y militante entre otros equipos con el Valencia CF, el FC Barcelona, y el Villarreal CF.

## Trayectoria
| Temporada       | Categoría     | Puesto | Copa del Rey | Copa Federación |
| --------------- | ------------- | ------ | ------------ | --------------- |
| 1954/55 1986/87 | D. Regionales |        | -            |                 |
| 1987/88         | 3.ª División  | 16.º   | -            |                 |
| 1988/89         | 3.ª División  | 9.º    | -            |                 |
| 1989/90         | 3.ª División  | 6.º    | -            |                 |
| 1990/91         | 3.ª División  | 8.º    | -            |                 |
| 1991/92         | 3.ª División  | 12.º   | -            |                 |
| 1992/93 -       | D. Regionales | -      | -            | -               |

 (*) Clasificado Promoción de ascenso  